# Position de l'enclume
 (janvier 2013).
Si vous disposez d'ouvrages ou d'articles de référence ou si vous connaissez des sites web de qualité traitant du thème abordé ici, merci de compléter l'article en donnant les références utiles à sa vérifiabilité et en les liant à la section « Notes et références ».

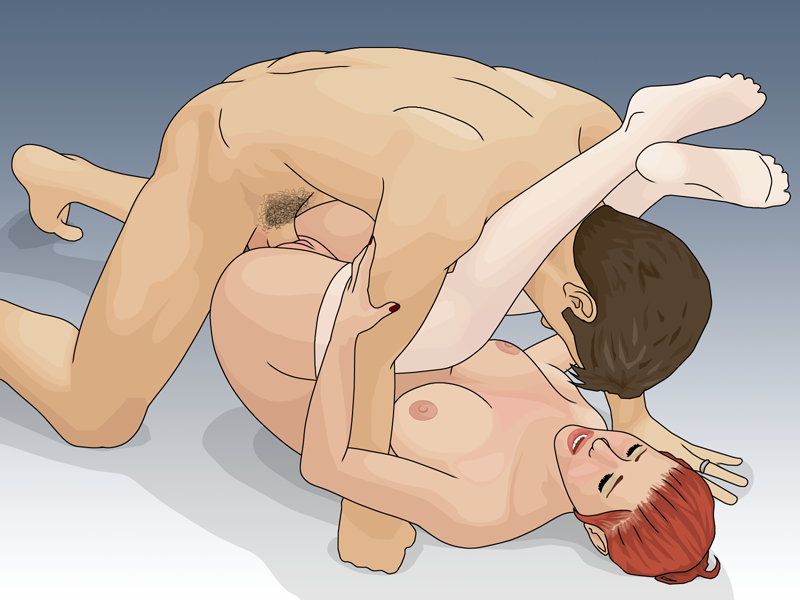
Position de l'enclume.

La position de l'enclume est une position sexuelle, variante du missionnaire.

## Description
L'un des partenaires, pénétré, se présente sur le dos et fait reposer ses jambes sur les épaules de l'autre partenaire, pénétrant, qui se positionne en face, et fait reposer son poids sur ses bras pour ne pas trop peser sur le partenaire pénétré. Le pénétrant peut également repousser les jambes du partenaire pénétré vers le bas avec ses épaules afin d'accroître le plaisir et l'intensité de la pénétration.
La pénétration est vive et profonde, entraînant des sensations très intenses pour les deux partenaires.
Cette position peut aussi bien être pratiquée par un homme et une femme avec pénétration vaginale ou anale, quepar deux hommes avec pénétration anale, par deux femmes à l'aide d'un gode ceinture, ou par une femme pénétrant un homme, également à l'aide d'un gode ceinture (pegging).

## Galerie

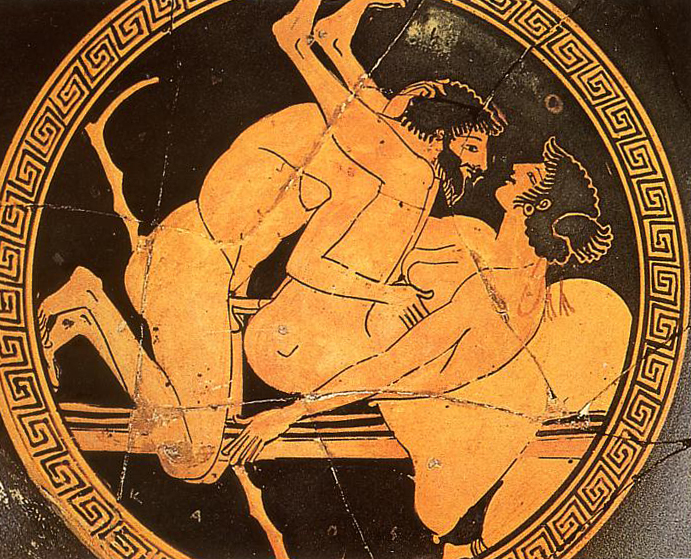
Kylix à figures rouges, Musée archéologique national de Tarquinia.
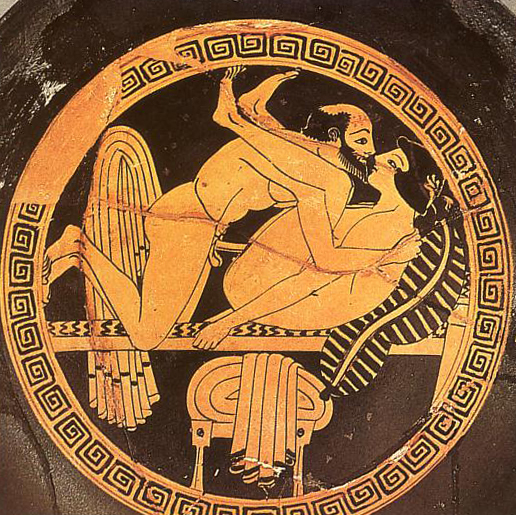
Kylix à figures rouges, Musée archéologique national de Tarquinia.
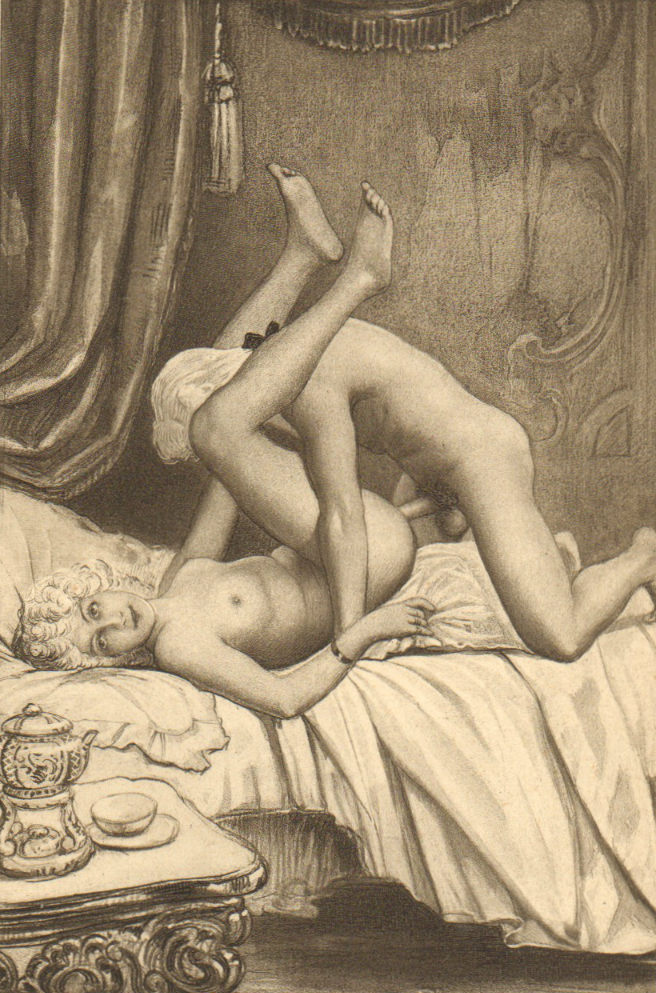
Illustration de Paul Avril « Charles pénètre la fleur vierge de Fanny ».